# زکریا مرادی
زکریا مرادی (زادهٔ ۲۳ مرداد ۱۳۷۷ در کرج) بازیکن فوتبال اهل ایران است که در پست وینگر برای باشگاه فوتبال چوکا تالش در لیگ آزادگان بازی می‌کند. او سابقه بازی در باشگاه فوتبال استقلال تهران و باشگاه فوتبال ملوان بندر انزلی را در کارنامه خود دارد.

## عملکرد باشگاهی

### آغاز دوران حرفه‌ای
وی اصالتاً دیواندره‌ای و کرد است که در ۲۳ مرداد ۱۳۷۷ در شهر کرج متولد شده‌است. او از همان سنین کودکی جذب فوتبال شده و حضور در رده‌های سنی نونهالان، نوجوانان و جوانان تیم‌های مختلف تهرانی را تجربه کرده‌است که از بین آن‌ها می‌توان به فجر، ابومسلم تهران و تهران مبدل اشاره کرد.

### استقلال
مرادی در ابتدای فصل ۹۸–۱۳۹۷ با تیم امیدهای استقلال قرارداد امضا کرد و در همان فصل توانست علاوه بر قهرمانی در لیگ امیدهای کشور، با ۱۷ گل، یکی از بهترین گلزنان مسابقات نیز شود؛ این درخشش به علاوهٔ هت تریک مقابل امیدهای سایپا در بازی پایانی، به ثمر رساندن ۲ گل مقابل امیدهای پرسپولیس در دربی امیدها و گل سه امتیازی در بازی حساس مقابل امیدهای پیکان موجب شد تا وی با دعوت وینفرید شفر (سرمربی وقت استقلال) در تمرینات تیم اصلی شرکت کند تا در کنار معراج پورتقی تنها نمایندگان امیدهای استقلال در تیم اصلی باشند. اما ادامهٔ دوران حضور شفر در استقلال چندان برای مرادی رضایت بخش نبود، وی بعدها ادعا کرد ساشا، پسر وینفرید شفر مانع از حضور بازیکنان جوان در تمرینات تیم می‌شده‌است.
با اخراج شفر در اواخر فصل، فرهاد مجیدی سرمربی موقت استقلال شد و این اتفاق موجب شد تا مرادی به تمرینات استقلال بازگردد. وی که پیش از این از مجیدی به عنوان الگوی خود نام برده بود، اعلام کرد با حضور مجیدی جوانان تیم از جمله خودش دوباره انگیزه گرفته‌اند.

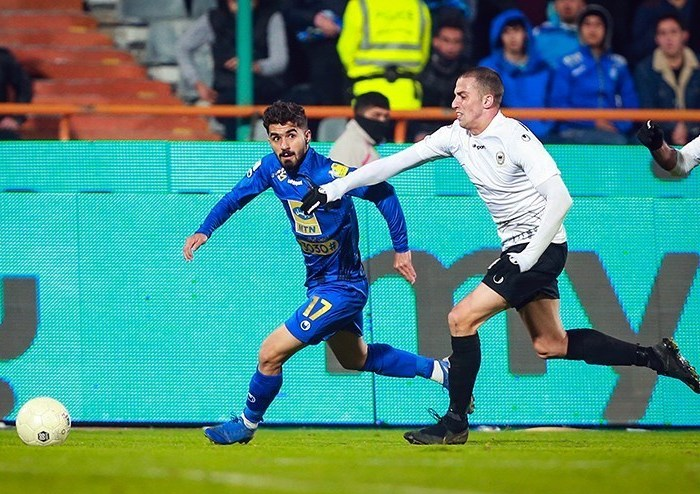
زکریا مرادی در نخستین بازی رسمی خود برای استقلال

در آغاز فصل ۹۹–۱۳۹۸ و حضور آندره‌آ استراماچونی، درحالی که بسیاری از بازیکنان این تیم از جمله جوانانی مثل حسین حیدری و معراج پورتقی جدا شدند با تأکید استراماچونی، مرادی در استقلال ماندنی شد تا به همراه رضا آذری از معدود محصولات تیم‌های پایه استقلال در فهرست تیم اصلی باشند. استراماچونی در بازی‌های دوستانه پیش فصل چندین بار از مرادی در ترکیب استقلال استفاده کرد و وی نیز در همین بازی‌ها توانست چند گل به ثمر برساند و همین موجب شد تا برخی از رسانه‌ها در مقطعی وی را گزینهٔ حضور در خط حمله تیم بدانند.
وی نخستین بازی رسمی خود برای این تیم را در ۲۳ آذر ۱۳۹۸ مقابل شاهین بوشهر انجام داد؛ مرادی در این بازی که آخرین بازی نیم‌فصل ۲۰–۲۰۱۹ برای استقلال بود، در دقیقه ۸۵ به جای هروویه میلیچ وارد زمین شد و در همان چند دقیقه هم عملکرد نسبتاً خوبی از خود نشان داد.
مرادی در نود و دومین شهرآورد تهران به عنوان بازیکن تعویضی آماده ورود به زمین بود تا دومین بازی رسمی خود برای استقلال را تجربه کند که با به ثمر رسیدن گل پرسپولیس، تعویض وی لغو شد؛ بدین ترتیب، زکریا برای تجربه‌های بعدی برای استقلال تا بازی‌های آسیایی مقابل الشرطه و الاهلی صبر کرد و در این بازی‌ها به عنوان بازیکن تعویضی برای استقلال به میدان رفت.
در ابتدای فصل ۱۴۰۰–۱۳۹۹ مرادی به علت اخراج از دانشگاه، مشمول خدمت وظیفه عمومی شد و پس از انجام مصاحبه‌ای علیه مدیران باشگاه، از استقلال جدا شد تا دوران خدمت سربازی خود را در یک تیم نظامی طی کند.

### ملوان
مرادی پس از جدایی از استقلال، برای گذراندن خدمت سربازی به تیم لیگ یکی ملوان بندر انزلی پیوست تا در لیگ آزادگان ۱۴۰۰–۱۳۹۹ عضو این تیم شمالی باشد.

خداحافظی زود هنگام از فوتبال 
زکریا مرادی در تاریخ ۱۳ مرداد ۱۴۰۴ با انتشار پستی در صفحه‌ی رسمی اینستاگرامش اعلام کرد که از دنیای فوتبال خداحافظی کرده است.
ر پست وینگر راست و چپ را دارد از تکنیک خوبی هم برخوردار است و با گل‌زنی‌های متعدد در لیگ امیدها، قدرت تمام‌کنندگی خود را نیز اثبات کرده‌است. محمد فدایی، سرمربی وی در تیم امیدهای استقلال با مقایسهٔ وی با علیرضا اکبرپور اظهار داشت:
مرادی وینگر چپ و راست است. هر دو طرف بازی‌اش می‌دادم. سرعتی و فوق‌العاده میل به دریبل‌زنی دارد. قدرت پا به توپ خوبی دارد و حتی می‌تواند دو، سه بازیکن را از پیش رویش بردارد. راست پاست ولی من بیشتر او را در وینگر چپ بازی می‌دادم. توانایی حرکت در عرض و لب خط را دارد و خوب موقعیت خلق می‌کند و خوب هم گل می‌زند. در نیم‌فصل دوم ۱۷ گل برای امیدها زد و از این نظر نقش بسزایی در قهرمانی تیم ما داشت.
برخی هواداران نیز وی را با عمر خربین مقایسه می‌کنند که البته بیشتر به خاطر درخشش در بازی مقابل امیدهای پرسپولیس و شباهت ظاهری به این مهاجم سوریه‌ای است.

## آمار باشگاهی
تا تاریخ ۱۲ تیر ۱۴۰۱
| عملکرد        | عملکرد        | عملکرد        | لیگ      | لیگ      | جام      | جام      | قاره‌ای        | قاره‌ای | مجموع | مجموع |
| فصل           | باشگاه        | لیگ           | بازی     | گل       | بازی     | گل       | بازی          | گل     | بازی  | گل    |
| ایران         | ایران         | ایران         | لیگ برتر | لیگ برتر | جام حذفی | جام حذفی | آسیا          | آسیا   | مجموع | مجموع |
| ------------- | ------------- | ------------- | -------- | -------- | -------- | -------- | ------------- | ------ | ----- | ----- |
| ۲۰۱۹–۲۰۲۰     | استقلال       | لیگ برتر      | ۲        | ۰        | ۰        | ۰        | ۲             | ۰      | ۴     | ۰     |
| مجموع استقلال | مجموع استقلال | مجموع استقلال | ۲        | ۰        | ۰        | ۰        | زکریا مرادی ۲ | ۰      | ۴     | ۰     |
| ۲۰۲۰–۲۰۲۱     | ملوان         | لیگ آزادگان   | ۱۰       | ۰        | ۱        | ۱        | _             | _      | ۱۱    | ۱     |
| مجموع ملوان   | مجموع ملوان   | مجموع ملوان   | ۱۰       | ۰        | ۱        | ۱        | _             | _      | ۱۱    | ۱     |
| مجموع آمار    | مجموع آمار    | مجموع آمار    | ۱۲       | ۰        | ۱        | ۱        | ۲             | ۰      | ۱۵    | ۱     |

## افتخارات

### باشگاهی

#### استقلال
- لیگ برتر خلیج فارس: ۲۰۱۹–۲۰۲۰ نایب قهرمان

#### ملوان بندر انزلی
- لیگ آزادگان : ۲۰۲۲-۲۰۲۱ قهرمان